# Agriocnemis gratiosa
Agriocnemis gratiosa – gatunek ważki z rodziny łątkowatych (Coenagrionidae). Występuje w Afryce Subsaharyjskiej – od Sudanu Południowego i Kenii na południe po Namibię, Botswanę i wschodnią RPA, także na Madagaskarze.
W RPA imago lata od grudnia do końca marca. Długość ciała 25 mm. Długość tylnego skrzydła 11,5–12 mm.